# Glycaspis wagaitjae
Glycaspis wagaitjae är en insektsart som beskrevs av Moore 1970. Glycaspis wagaitjae ingår i släktet Glycaspis och familjen rundbladloppor. Inga underarter finns listade i Catalogue of Life.